# Musketasonan Lake
Musketasonan Lake är en sjö i Kanada.   Den ligger i provinsen Manitoba, i den sydöstra delen av landet, 1 800 km nordväst om huvudstaden Ottawa. Musketasonan Lake ligger 245 meter över havet. Arean är 70 kvadratkilometer. Den sträcker sig 12,1 kilometer i nord-sydlig riktning, och 27,1 kilometer i öst-västlig riktning.
I omgivningarna runt Musketasonan Lake växer i huvudsak barrskog. Trakten runt Musketasonan Lake är nära nog obefolkad, med mindre än två invånare per kvadratkilometer.